# Hamilton de Holanda

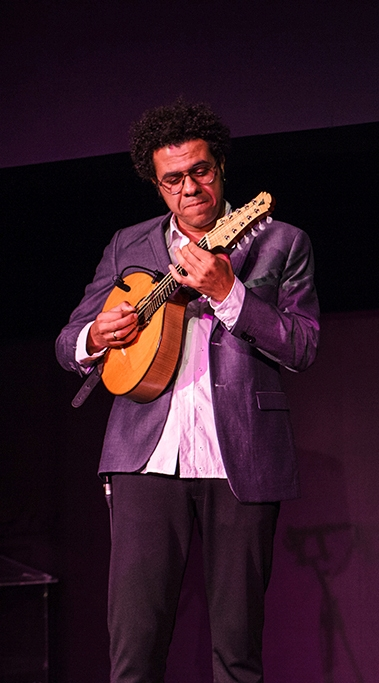
Hamilton de Holanda (2014)

Hamilton de Holanda Vasconcelos Neto (* 30. März 1976 in Rio de Janeiro), bekannt als Hamilton de Holanda, ist ein brasilianischer Mandolinenspieler und Komponist, der sich mit Wurzeln im Choro dem zeitgenössischen Jazz annähert.

## Leben und Wirken
Holanda wuchs in Brasília auf, wo er als Sohn eines Musikers mit fünf Jahren mit dem Mandolinenspiel begann. Mit sechs Jahren trat er das erste Mal öffentlich auf. Mit seinem Bruder Fernando César gründete er die Gruppe Dois de Ouro, die bis zum Jahr 2000 drei Alben vorlegte. Dann leitete er ein eigenes Quintett, mit dem er mehrere Alben vorlegte. Im Laufe seiner Karriere trat er als Solist und Studiomusiker mit Musikern wie Hermeto Pascoal, Rosa Passos, Yamandu Costa, Richard Galliano oder Stefano Bollani auf. Mittlerweile spielt er eine Mandoline mit zehn statt acht Saiten, was ihm erlaubt, polyphon zu spielen und neben der Melodie auch den Groove zu liefern. So kann er auch Soloprogramme spielen. Daneben leitet er auch ein Jazztrio und spielt in einer perkussiven Dance-Band.
Er lehrte an der Raphael Rabello Choro-Akademie.

## Preise und Auszeichnungen
Holanda erhielt 1995 den Preis als bester Interpret beim Zweiten Choro Festival von Rio de Janeiro, wo sein Choro Destroçando a Macaxeira als Komposition den zweiten Platz erreichte. 1998 war er beim Prêmio Visa de MPB Instrumental unter den Finalisten. Mehrere seiner Alben wurden 2008, 2010 und 2012 für den Latin Grammy nominiert. 2015 wurde ihm der Prêmio da Música Brasileira in der Kategorie „bestes Instrumental-Album und bester Instrumental-Solist“ zuerkannt.

## Diskographie (Auswahl)
- Luz das cordas (2000), mit Marco Pereira
- Samba de Aviao (2006), mit Richard Galliano[5]
- Brasilianos (2006), Hamilton de Holanda Quinteto[6]
- New Words / Novas palavras (2006), mit Mike Marshall[7]
- Íntimo (2007)
- Contínua Amizade (2007), mit André Mehmari
- De Bandolim a Bandolim (2009), mit Joel Nascimento
- Luz da Aurora (2009), mit Yamandu Costa[8]
- Brasilianos 2 (2010), Hamilton de Holanda Quinteto
- Esperança (2010)
- Brasilianos 3 (2011), Hamilton de Holanda Quinteto
- O Que Será (2013), mit Stefano Bollani (ECM)
- Bandolim (MPS)[9]